# Claude Louis Berthollet
Claude Louis Berthollet, również Claude-Louis Berthollet (ur. 9 grudnia 1748 w Talloires, zm. 6 listopada 1822 w Arcueil) – francuski chemik.

## Życiorys
Wraz z Antoine'em Lavoisierem i innymi opracował nomenklaturę chemiczną (Méthode de nomenclature chimique, 1787), która jest podstawą współczesnego nazewnictwa związków chemicznych. Prowadził również badania nad barwnikami oraz wybielaczami (wprowadził do użycia chlor jako środek wybielający). Odkrył skład amoniaku. Chloran potasu (KClO3), mocny utleniacz, znany jest również jako sól Bertholleta.
Berthollet zwalczał koncepcję Josepha Prousta stałości składu związku chemicznego. Z tej przyczyny niestechiometryczne związki chemiczne nazywane są zwyczajowo bertolidami.